# 江藤茂

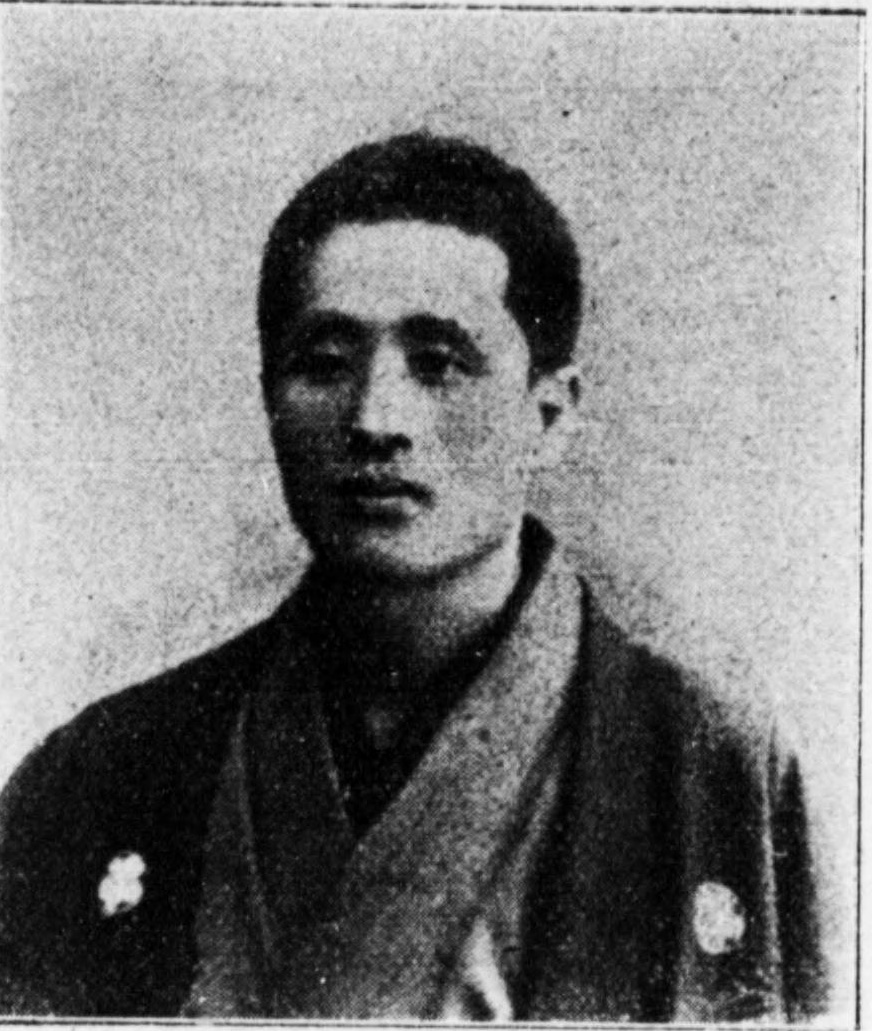
江藤茂

江藤 茂（えとう しげる、1856年4月27日（安政3年3月23日） - 1932年（昭和7年）5月26日）は、日本の政治家、衆議院議員（1期）。

## 経歴
熊本県出身。漢学を学ぶ。菊池郡陣内村(現・大津町)会議員、熊本県会議員、九州生命保険、熊本県農工銀行各(株)監査役となる。
1902年の第7回衆議院議員総選挙において熊本県郡部から立憲政友会公認で立候補して当選した。衆議院議員を1期務め、1903年の第8回衆議院議員総選挙は不出馬。1932年に死去した。